# Mimmo Rafele
Mimmo Rafele (eigentlich Domenico Rafele; * 29. Oktober 1947 in Catanzaro) ist ein italienischer Drehbuchautor sowie Film- und Fernsehregisseur.

## Leben
Rafele wurde 1970 nach einem Abschluss in Philosophie Assistent von Bernardo Bertolucci, später von Gianni Amelio. Mit letzterem arbeitete er an einigen Drehbüchern und fungierte als dessen Regieassistent. 1973 legte Rafele sein Debüt Domani vor, der in der sperimentali per la TV-Reihe gezeigt wurde. Nach weiteren Kinodrehbüchern und einem anderen Fernsehfilm drehte er 1979 seine einzige Kinoarbeit, Ammazzare il tempo nach dem Roman von Lidia Ravera. Bis heute folgten darauf ausschließlich Drehbücher, fast immer für romantisch-dramatische Fernsehinszenierungen. Darunter finden sich zahlreiche große Publikumserfolge.
2009 erschien der mit Giancarlo De Cataldo verfasste Roman La forma della paura (2012 als Zeit der Wut).

## Filmografie (Auswahl)
Regie
- 1979: ammazzare il tempo

Drehbuch für Fernsehfilme
- 1977: Die Wiege des Teufels (Nero veneziano) (Kino)
- 1989: Mutter mit vier Töchtern (Quattro piccole donne) (Serie)
- 1991: Marianna, Lehrerin mit Leidenschaft (Una vita in gioco)
- 1993: Sehnsucht der Herzen (Due madri per Rocco)
- 1995: Herzen im Sturm (La storia di Chiara)
- 1996: Mein Sohn ist kein Mörder! (Dopo la tempesta)
- 2004: Im Zeichen des Drachen (La moglie cinese)
- 2015: L'amour ne pardonne pas